# Конклав 1644 года
Конклав 1644 года был созван после смерти Папы Урбана VIII. Он продолжалось с 9 августа по 15 сентября 1644 года, кардиналы-выборщики избрали Джованни Баттиста Памфили, который принял имя Иннокентий X.

## Предыстория
Папа Урбан VIII скончался 29 июля 1644 года. Его понтификат, включавший в себя дорогостоящую Первую войну за Кастро, было тяжелым финансовым бременем для Рима и для Церкви. Конфликт за контроль над Церковью между Испанией и Францией и продолжающаяся Тридцатилетняя война привели к тому, что многие кардиналы прибыли на конклав в поисках компромисса, который принёс бы Церкви стабильность. 
Однако понтификат Урбана VIII также подверг Церковь его печально известному непотизму. Папа назначил трёх членов своей семьи кардиналами: своего брата Антонио Марчелло Барберини и двух своих племянников Франческо Барберини и Антонио Барберини. Его племянники особенно были заинтересованы, чтобы сохранить богатство, власть и собственность, которые они накопили во время понтификата своего дяди, и оба стремились продвинуть конклав в свою пользу.
По слухам, они начали с того, что наняли банды разбойников и наёмников, которые бродили по улицам города, создавая проблемы, создавая шум и вообще создавая всевозможные неудобства для кардиналов внутри конклава.

## Конклав
Анна Австрийская, французская королева-мать и сестра испанского короля Филиппа IV, была непреклонна в том, что ни один из старых кардиналов, назначенных про-испанским Папой Павлом V, не должен быть избран на Папский престол.
Франческо Барберини встал на сторону кардиналов, лояльных Испании. Урбан VIII был сильным франкофилом, и настроение Конклава было про-испанским с самого начала. Антонио Барберини, по указанию кардинала Джулио Мазарини, встал на сторону кардиналов, лояльных Франции, и получил финансовую поддержку от французов, с помощью которой он должен был купить колеблющиеся голоса. Мария-Антуанетта Вишелья предполагает, что, возможно, это было частью стратегии Испании по разделению влияния семьи Барберини .
С Испанскими Габсбургами, а также с Империей, результаты папских выборов часто зависели от силы или отсутствия таковой у антииспанских группировок и от того, смогут ли они объединиться. Кардинал-протодьякон Конклава кардинал Карло Медичи возглавлял престижную коалицию неприсоединившихся итальянских кардиналов-принцев, связанных с римской аристократией. Практика Урбана VIII по концентрации власти и куриальных назначений в руках его семьи и связанных с ней родственников стала большим разочарованием для тех самых кардиналов-принцев, которые сыграли важную роль в его избрании.
Антонио Барберини продолжил выдвигать кандидатуру кардинала Саккетти, в соответствии с французской политикой. Урбан VIII и его семья были настолько неравнодушны к французам, что имперцы и испанцы были настроены на то, что бы ни один сторонник французских интересов не был бы избран. 9 августа испанский кардинал Хиль Карильо де Альборнос представил вето против кардинала Саккетти, подписанное королём. Кардинал Антонио Барберини дал ясно понять, что Барберини были готовы оставаться на Конклаве до тех пор, пока все не умрут, прежде чем бы они позволили кому-то, кто не был бы членом их группировки, быть избранным Папой, и что их кандидатом был Саккетти. Эффект, однако, должен был увеличить оппозицию Саккетти.
Французский посол Сен-Шамон был встревожен сообщениями о передвижении испанско-неаполитанских войск на южной границе Папского государства. Он опасался, что это может быть вторжением с целью захвата Священной Коллегии кардиналов и принуждению к избранию Папы римского, благоприятствующего испанским интересам. Он заверил кардиналов в полной поддержке французов и сообщил им, что маршал де Брезе находится в Марселе с флотом и войсками, готовыми поспешить на помощь Коллегии кардиналов. В Ломбардии и Савойе были также французские войска, которых можно было призвать защищать Папское государство в случае необходимости. Аналогичные заверения были предложены испанским послом и пармским принцем. Ничего не вышло из бряцания оружием, кроме как расстроить некоторых членов Священной Коллегии.
Кардинал Мазарини был в ярости и обвинил посла, который, в свою очередь, заявил, что Антонио Барберини включил этот пункт в своё собственное соглашение в качестве предлога для того, чтобы включить французов и присоединиться к испанцам. Мазарини, стремясь поддерживать хорошие отношения с Барберини, отозвал посла и продолжал поддерживать Барберини. Позже Мазарини предоставил убежище племянникам Барберини (в том числе брату кардиналов Таддео Барберини) после того, как Иннокентий X провел в отношении их расследование и сослал их в Париж.

## Избрание Папы Иннокентия X
Хотя, вероятно, ему это и не было нужно, Франческо Барберини возразил щедрым предложениям испанской делегации, которые включали обещание защиты короля Испании Филиппа IV для Барберини (включая самого Франческо). Антонио и его делегация согласились, и на следующее утро, 15 сентября 1644 года, Памфили был избран и занял Папский престол как Папа Иннокентий X.
Среди первых пунктов повестки дня Иннокентия X был отдан приказ убрать солдат, охранявших различные дворцы, принцев, послов и других знатных вельмож. Он также расформировал призванные конные войска и пехотинцев, чтобы Рим стал менее вооруженным лагерем.
Разъяренный властью, которую дало избрание Иннокентия X его уже влиятельной невестке, Олимпии Майдалькини, кардинал Алессандро Бики, как говорили, воскликнул: «Мы только что выбрали женщину-Папу». Сторонники Бики и французская делегация вывешивали в церквях плакаты с надписью «Папа Олимпия I».